# Epipedobates maculatus
Epipedobates maculatus – gatunek płaza bezogonowego z rodziny drzewołazowatych (Dendrobatidae).

## Występowanie
Panama. Opisany po raz pierwszy w 1873 roku z „Chiriquí” (nazwą tą określano wówczas tereny w skrajnie zachodniej Panamie).
Jego siedlisko to wilgotny las równikowy. Prowadzi lądowy tryb życia.

## Rozmnażanie
Rozwój kijanek zachodzi w środowisku wodnym.

## Status
Nie jest znany status populacji tego gatunku, dlatego IUCN w Czerwonej księdze gatunków zagrożonych umieszcza go w kategorii DD (ang. Data Deficient – gatunek niedostatecznie rozpoznany). Głównym zagrożeniem jest niszczenie środowiska naturalnego poprzez intensywne wylesianie, co mogło nawet doprowadzić do wymarcia gatunku.